# IC 2014
IC 2014 ist eine Balken-Spiralgalaxie vom Hubble-Typ SBc im Sternbild Reticulum am Südsternhimmel. Sie ist schätzungsweise 318 Millionen Lichtjahre von der Milchstraße entfernt und hat einen Durchmesser von etwa 105.000 Lichtjahren.
Das Objekt wurde am 8. Dezember 1899 von DeLisle Stewart entdeckt.